# Yohanna Katanacho
Yohanna Katanacho (Jeruzalem, 1967) is een Palestijnse evangelische theoloog van rooms-katholieke afkomst. Hij is docent en decaan aan het Bethlehem Bible College. Hij studeerde theologie aan Wheaton College promoveerde aan de Trinity International University. Katanacho maakt deel uit van de Externe Advies Raad van het Religion, Politics and Globalisation Program van de Universiteit van Californië - Berkeley. Katanacho werkt gedeeltelijk als predikant voor de baptistenkerk in Nazareth en voor de Alliance Church in Jeruzalem. Hij is betrokken bij kerkelijk opbouwwerk in Galilea.

## Palestijns bevrijdingstheoloog
Katanacho behoort tot de progressieve richting van het evangelisch christendom. Hij kan gerekend worden tot een groep Palestijnse theologen die samenwerkt in het centrum voor Palestijnse bevrijdingstheologie Sabeel, die verschillende kerkelijke achtergronden hebben, zoals de katholieken Michel Sabbah en Jamal Khader, de lutheraan Mitri Raheb en de anglicaan Naim Ateek. Hij heeft verschillende theologische werken gepubliceerd en ook verscheidene artikelen over geweldloosheid, eschatologie en vragen met betrekking tot de positie van de vrouw binnen het christendom. Hij publiceert en houdt ook regelmatig voordrachten over christenen en hun problemen die in het Heilige Land wonen. Hij is medeauteur van het Kairos document van Palestijnse christenen van 2010.

## Discours
Katanacho's uitspraken passen in een dialectische christologische redenering, waarin de Verlossing door Jezus Christus de synthese vormt. Die wordt zichtbaar als universele horizon voor alle volkeren. De joden worden niet ontkend maar vormen ook geen uitzondering meer, in die zin dat zij als (post)religieuze groep geen claim op het Land kunnen uitoefenen, maar mee gaan in Gods verbond met de hele mensheid.
Katanacho confronteerde de aanhangers van de Israëltheologie (Landtheologie) op 30 oktober tijdens een studiedag van Vrienden van Sabeel Nederland met zijn "theologie van het checkpoint". Mogelijk was hij geïnspireerd door Michel Sabbah, de emeritus Latijns patriarch van Jeruzalem, die christelijke pelgrims opriep om bij de checkpoints te gaan bidden. Katanacho pareerde de claims van met name christelijke zionisten op 'een land alleen voor de joden', met de stelling: "Christus is de eigenaar van Haaretz (het Land Israël)". Daarmee claimde hij níet dat het Land voor de christenen is, maar wilde hij tot uitdrukking brengen dat het Land niet opnieuw uitgezonderd kan worden van de Verlossing door Jezus, die universeel is.
Katanacho neemt daarbij ook stelling tegen het millennialisme in eigen Evangelische kringen, die uit de Bijbel zeggen te kunnen afleiden dat de hedendaagse generatie in de Eindtijd zou leven. Zijn opvatting hierover baseert hij op Augustinus en is a-millennialistisch: de beloften van God zijn in Christus vervuld en er is geen draaiboek voor zijn wederkomst. Dit impliceert voor Katanacho dat christenen die de Verlossing als leerstuk aanvaarden, àls christenen geen religieus gelegitimeerde staatkundige aanspraken meer mogen uitoefenen op welk concreet historisch land dan ook, maar dat ze dat ook van anderen, in casu de joden en de moslims moeten kunnen verlangen.
Bij zijn lezing voor Vrienden van Sabeel in 2009 trad de Nederlandse predikant van de PKN en toenmalig voorzitter van Kerk en Israël dr. A.H. Drost op als opponent. Drost erkende dat aan de joodse etniciteit als zodanig een rechten kunnen worden ontleend: wel vindt hij dat Israël als "volk der belofte een bijzondere plaats heeft in Gods relatie met de wereld". Daarom deelt Drost niet "de universalistische interpretatie" die Katanacho geeft aan de landbelofte, door die in Christus te laten opgaan. "Want de consequentie daarvan is, dat het volk Israël (als volk der belofte) geen eigen plaats meer heeft in Gods relatie met de wereld."

## Publicaties
- Free Me: The Role and Status of Women in Christianity (2002)
- I Am…So Who Are You? (2008);
- Commentary on the Book of Proverbs (2010);
- The King of Peace and His Young Followers (2012);
- The Land of Christ: A Palestinian Cry (2012)